# André Matsangaissa
André Matsangaissa (també pronunciat Matsangaiza) (18 de març de 1950 — 17 d'octubre de 1979) fou un dirigent guerriller anticomunista moçambiquès, primer cap del grup guerriller Resistència Nacional de Moçambic (RENAMO)
Nascut a Gorongosa, Moçambic, Matsangaissa es va unir al Frelimo en 1972, i després de la victòria del FRELIMO en 1975 fou nomenat cap d'intendència de la caserna de Dondo, vora Beira. Va ser castigat per robatori a ser expulsat de les Forças Armadas de Moçambique (FAM) i fou internat en un camp de reeducació a Gorongosa. Va ser alliberat durant un atac contra el campament per les forces rhodesianes i va ser portat a Rhodèsia. El 1977 Matsangaissa va ser nomenat pel rhodesians líder de la Resistència Nacional de Moçambic (RENAMO) en un esforç per indigenitzar el grup rebel. Matsangaissa va morir en un atac contra el FRELIMO a la província de Sofala, Moçambic, en 1979, al començament de la guerra civil de Moçambic. Afonso Dhlakama el va succeir com a cap guerriller
Els antics membres de la RENAMO van commemorar la seva mort a Gorongosa el 17 d'octubre de 1997, tot i que l'administrador de la ciutat va rebutjar el seu pla per construir una tomba en la seva memòria. El juny de 2007, una rotonda municipal a la ciutat de Beira va ser rebatejada Matsangaissa per l'Assemblea Municipal de Beira, aleshores sota el control de la RENAMO. En les eleccions de 2008, FRELIMO va reprendre el control de l'Assemblea i intentà tornar a la rotonda al seu antic nom.